# خسرو دوم، پادشاه ارمنستان
خسرو دوم (ارمنی: Խոսրով Բ‎؛ درگذشته ۲۵۸ میلادی) پادشاه ارمنستان از سلسله اشکانیان ارمنستان بود.
خسرو پسر تیرداد دوم پادشاه ارمنستان بود و پس از پدر بر تخت پادشاهی نشست. او همنام پدربزرگ پدری خود خسرو یکم بود؛ و پادشاهان اشکانی خسرو یکم و خسرو دوم هم به همین نام شناخته می‌شوند. در منابع ارمنی اکثراً خسرو با پدربزرگش اشتباه گرفته می‌شود و اطلاعات کمی راجع به او قبل از دوران سلطنتش وجود دارد.
از ۲۳۶ تا ۲۳۸ تیرداد در درگیری نظامی با اردشیر بابکان بنیانگذار و اولین شاهنشاه شاهنشاهی ساسانی بود. اردشیر می‌خواست تا با تسخیر ارمنستان امپراتوری خود را توسعه دهد اما پدر خسرو سرسختانه در مقابلش مقاومت کرد. پس از دوازده سال مبارزه تیرداد از اردشیر شکست خورد، با این وجود اردشیر ارتش خود را عقب کشید و ارمنستان را ترک کرد. خسرو در نبردهای پدرش در برابر اردشیر شرکت می‌کرد و از پیروزیهای آنها نگران بود.
تیرداد دوم در سال ۲۵۲ مرد و خسرو دوم به عنوان پادشاه ارمنستان جانشین او شد. هنگامیکه خسرو به پادشاهی رسید پایتخت واغارشاپات بود. او دو فرزند داشت دخترش خسروی دخت و پسرش تیرداد.
خسرو در سال ۲۵۸ توسط آناک پارتی به قتل رسید. آناک از بستگان اشکانیان بود. اردشیر و پسرش شاپور یکم آناک را به قتل خسرو تحریک کردند و به او قول دادند که به عنوان پاداش ملکش را به او برگردانند. آناک به واغارشاپات رفت و اعتماد خسرو را جلب کرد و بطور خائنانه‌ای خسرو و همسرش را به قتل رساند و نجیب‌زادگان خشمگین ارمنی آناک و تمامی خانواده‌اش را قتل رساندند، به جز پسرش گریگوری که سرپرستانش سوپیا و یوتاق، که از کشتار خانواده آناک گریخته بودند، او را به کاپادوکیه بردند.
اردشیر ارمنستان را تسخیر و جزئی از قلمرو خود نمود. اگرچه سربازان وفادار به خسرو پسرش تیرداد را نجات داده و به روم بردند. تیرداد در رم و خواهرش خسروی دخت در قیصریه کاپادوکیه بزرگ شدند. پدرخوانده خسروی دخت نجیب‌زاده‌ای از خاندان آماتونیک به نام اوتای و همسرش نجیب‌زاده‌ای از خاندان اسلونیک بود.
در سال ۲۹۸ تیرداد تاج و تخت ارمنستان را با کمک امپراتور دیوکلسین احیا کرد و تا حدود سال ۳۳۰ به فرمانروایی پرداخت. احتمالاً تیرداد به آگاتانگلوس دستور داده تا زندگی و پادشاهی خسرو دوم را به نگارش درآورد.